# Совра
Совра (словен. Sovra) — поселення в общині Жири, Горенський регіон, Словенія. Висота над рівнем моря: 497,7 м.